# Curitiba prismatica
Curitiba prismatica ist eine Pflanzenart in der Familie der Myrtengewächse aus dem südöstlichen Brasilien. Es ist die einzige Art der Gattung Curitiba.

## Beschreibung
Curitiba prismatica wächst als kleiner Strauch oder Baum bis zu 4–8 Meter hoch. Die braune Borke ist im Alter grob und in Streifen oder Schuppen abblätternd.
Die einfachen und kurz gestielten Laubblätter sind gegenständig. Die kleinen und ganzrandigen, dünnen, leicht ledrigen Blätter sind bis 3–6 Zentimeter lang und der kurze, mehr oder weniger behaarte Blattstiel ist bis etwa 4 Millimeter lang. Sie sind rundspitzig bis spitz und eiförmig bis verkehrt-eiförmig oder elliptisch. Die Spreite ist dicht mit Drüsen besetzt sowie öfters fein bewimpert.
Die gestielten und vierzähligen, weißen, kleinen Blüten mit doppelter Blütenhülle erscheinen achselständig, einzeln oder paarig. Es sind zwei kleine, mehr oder weniger haltbare Deckblätter vorhanden. Der Kelch und die manchmal bewimperten Petalen sind außen drüsig und kahl. Es sind viele Staubblätter vorhanden, die Antheren besitzen an der Spitze eine kleine Drüse. Der zweikammerige Fruchtknoten ist unterständig in einem vierkantigen Blütenbecher. Der lange Griffel mit kleiner kopfiger Narbe ist drüsenbesetzt.
Es werden kleine und mehr oder weniger vierkantige, bis etwa 1,2–1,9 Zentimeter lange, schwärzliche bis dunkelbraune, mehrsamige, glatte, schmal-eiförmige bis ellipsoide Beeren mit Kelchresten an der Spitze gebildet. Die 4–7 kleinen, ledrigen und flachen, schneckenförmigen, fein texturierten Samen sind bis 4 Millimeter groß.

## Verwendung
Die Früchte sind essbar und werden sehr geschätzt.